# 대구상인초등학교
대구상인초등학교는 대한민국 대구광역시 달서구 상인2동에 있는 공립 초등학교이다.

## 학교 연혁
- 1978-02-03 상인초등학교 설립 인가
- 1978-03-01 상인초등학교 개교 18학급 편성 (월배국민학교 학급 축소)
- 1979-04-16 현 위치 신축 교사로 이전 (개교기념일)
- 1981-07-01 대구직할시로 편입
- 1991-04-02 별관 완공
- 1999-12-11 여자 축구부 창단
- 2007-01-04 인조 잔디 운동장 준공
- 2015-09-01 16대 최방미 교장 부임
- 2015-12-23 학교 도서실 내부 개선공사
- 2015-12-10 학교건물 외벽 도색작업
- 2016-02-04 제38회 졸업식(총 졸업생수 12,328명)
- 2016-03-01 29학급 편성(특수학급 2학급 포함)
- 2017-02-15 제39회 졸업식(총 졸업생수 12,441명)
- 2017-03-01 25학급 편성(특수학급 2학급 포함)
- 2017-09-01 17대 이재호 교장 부임
- 2018-03-01 24학급 편성(특수학급 2학급 포함)
- 2019-02-01 제41회 졸업식
- 2019-02-28 신축강당 완공
- 2019-03-04 23학급 편성(특수학급 2학급 포함)

## 참고 자료
- 대구상인초등학교 - 한국교육학술정보원 학교알리미